# Maria-Callas-Museum

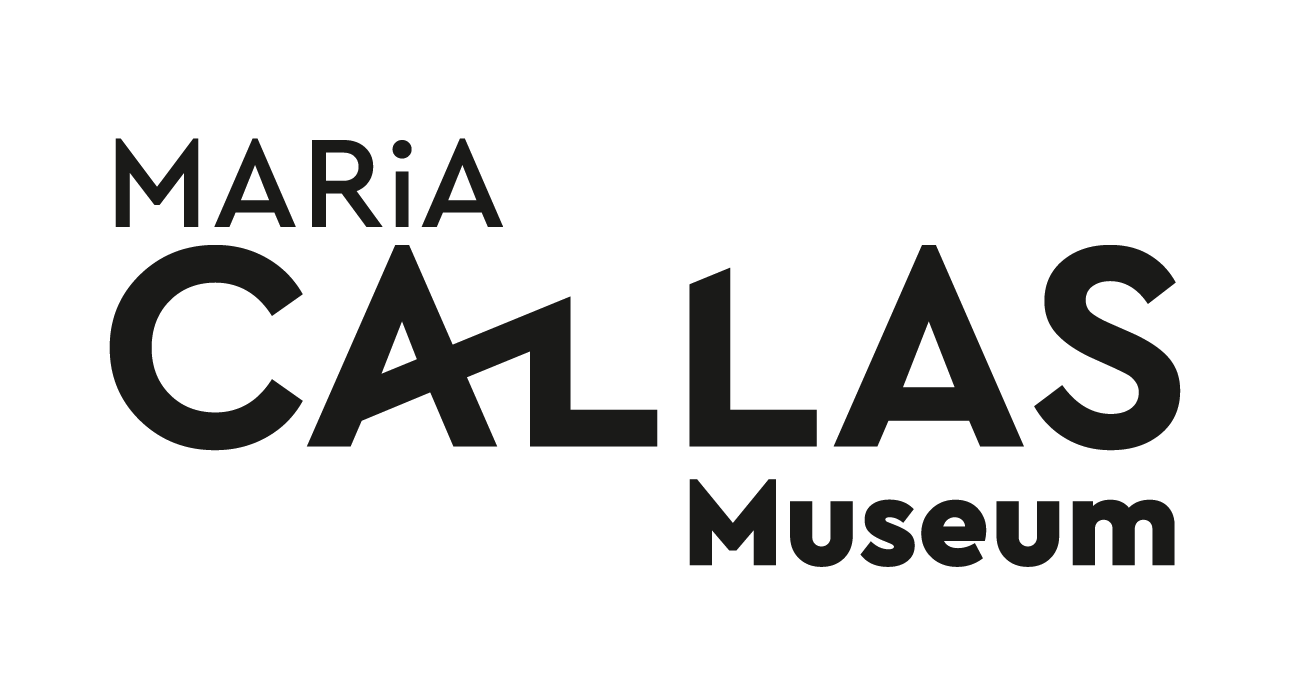

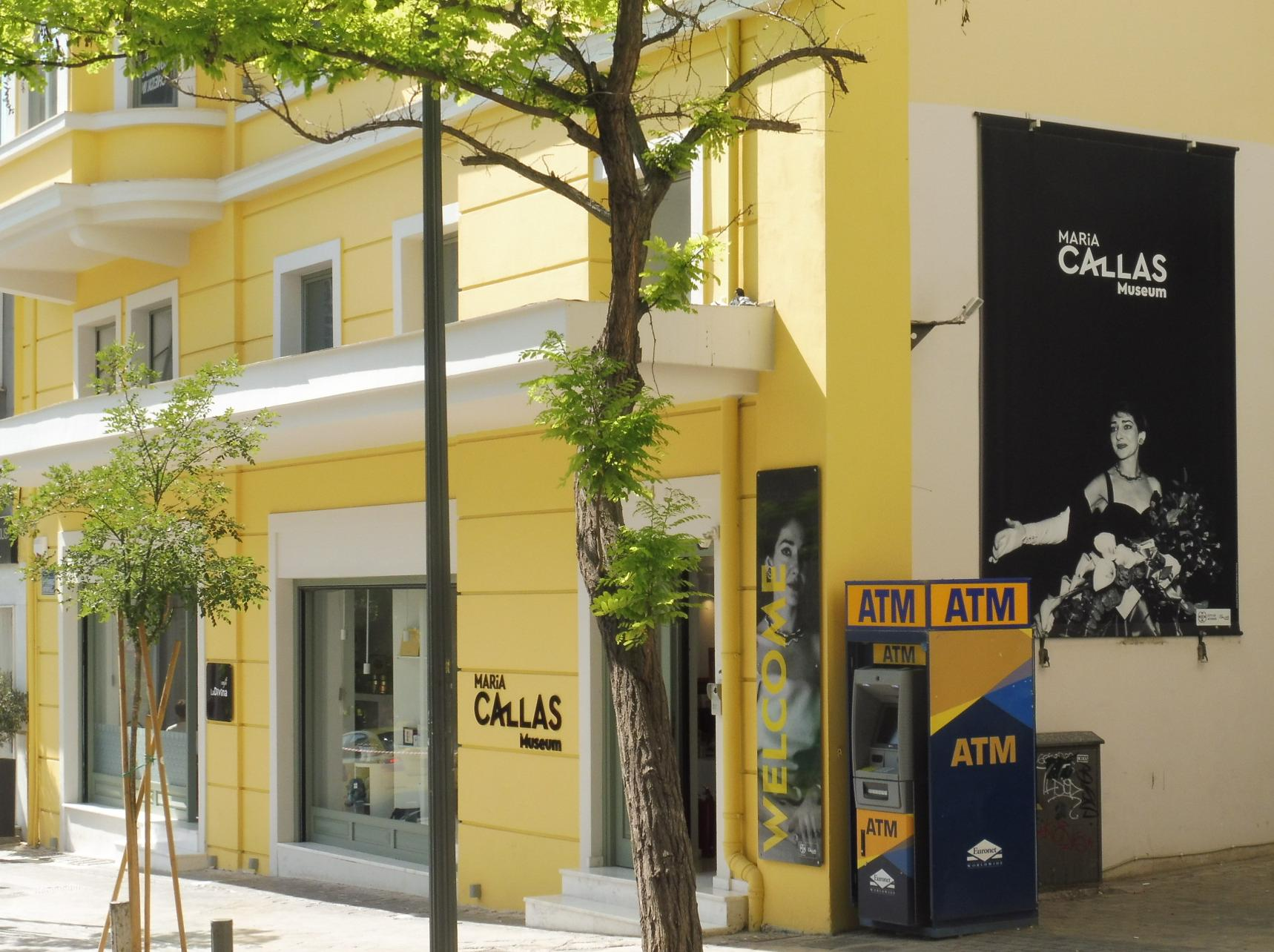
Maria-Callas-Museum in Athen, Mitropoleos 44

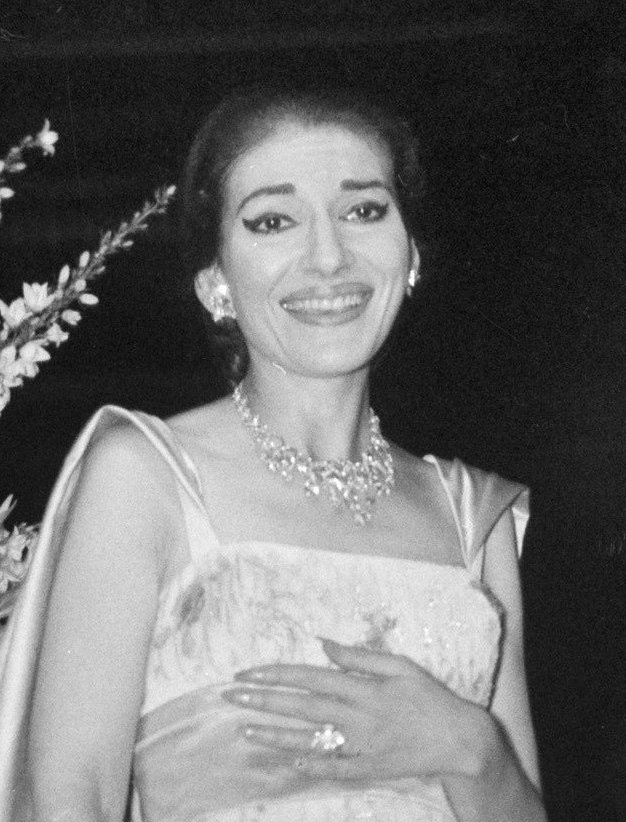
Maria Callas, der zu Ehren das Museum eröffnet wurde

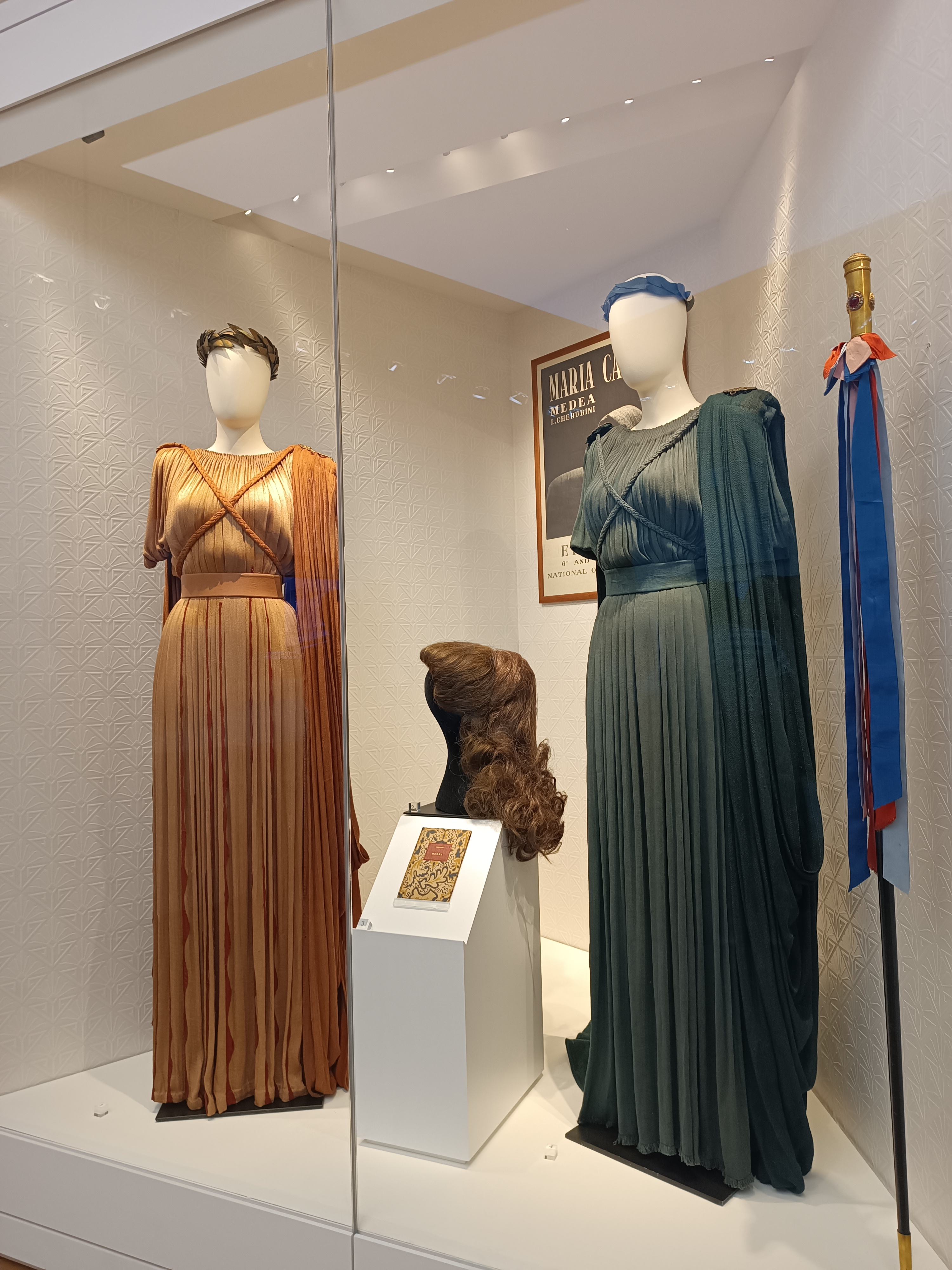
Kostüme von Maria Callas, links Norma, rechts Medea

Das Maria-Callas-Museum (griechisch: Μουσείο Μαρία Κάλλας) befindet sich in Athen und ist dem Wirken der griechischen Opernsängerin Maria Callas (1923–1977) gewidmet. Es soll den Besuchern Einblicke in das Leben und die Karriere dieser außergewöhnlichen Künstlerin vermitteln, die zu den bedeutendsten Sopranistinnen des 20. Jahrhunderts zählt. Die Eröffnung erfolgte zum Anlass ihres 100. Geburtstags.

## Geschichte
Im Jahr 2000 wurde damit begonnen, persönliche Objekte aus dem Leben von Maria Callas auf Auktionen zu erwerben. Bis 2010 wurden der Sammlung durch Spenden weiterer Objekte erweitert und es wurde geplant, diese in einer Ausstellung zu präsentieren.
2011 entschied der damaligen Athener Bürgermeister Giorgos Kaminis, ein Museum zu Ehren der Künstlerin einzurichten. Bis zum Jahr 2019 wurde die Sammlung zunächst in verschiedenen Ausstellungen gezeigt, beispielsweise im Olympia Municipal Music Theatre. Unter der Schirmherrschaft des neuen Athener Bürgermeisters Kostas Bakogiannis wurde 2021 ein ehemaliges Hotel-Gebäude mit der Adresse Mitropoleos 44 ausgewählt, das geeignet war, dort permanent ein Museum für Maria Callas einzurichten. Es wurde am 25. Oktober 2023 von Bürgermeister Bakogiannis offiziell eröffnet und einen Tag später der Öffentlichkeit zugänglich gemacht.

## Ziele und Konzept
Das Ziel des Museums ist die Präsentation der einzigartigen Kunst und Technik von Maria Callas sowie die Darstellung ihrer wahren Persönlichkeit. Die jüngeren Generationen sollen im Rahmen ihrer musikalischen Ausbildung vom Wirken der bedeutenden Künstlerin inspiriert werden.

## Sammlungen und Ausstellung
Das Museum befindet sich in Athen in der Nähe des Syntagma-Platzes an der Mitropoleos Straße 44 und zeigt auf drei Ebenen über 1300 Exponate aus dem Leben von Maria Callas, darunter Schulalben, Bücher und Noten mit handgeschriebenen Zusätzen, Bühnenkleidung, Bilder und Fotos. Zu den Objekten der Sammlung gehören auch das persönliche Fotoalbum der Sängerin, ihr Garderobenspiegel und ihre Brille, die sie fast nie in der Öffentlichkeit trug. Viele griechische Institutionen und private Sammler haben Beiträge zum neuen Museum geleistet. Einige der Artikel wurden von der Mailänder Scala, der Metropolitan Opera, dem Teatro La Fenice in Venedig und der Arena von Verona gespendet oder sind Leihgaben.
Im ersten Stock befindet sich der Kern der Sammlung mit den meisten Exponaten. Der zweiten Stock ist mit drei schallisolierten, bestuhlten Themenstudios ausgestattet, in denen die Besucher von Tonträgern ausgewählte Interpretationen der Sopranistin aus Norma, Tosca und La traviata anhören können. Es sind auch Aufnahmen aus den frühen 1970er Jahren während einer Meisterklasse an der Juilliard School of Music in New York City vorhanden. Die dritte Etage, die nebenbei einen Blick auf die Akropolis bietet, dient als temporärer Ausstellungsraum und wird auch für Bildungsaktivitäten, Workshops und musikalische Darbietungen genutzt.